# Utena apskritis
Utena apskritis (litauisk: Utenos apskritis) var et af 10 apskritys i Litauen. Utena apskritis havde et indbyggertal på 168.069(2010), og et areal på 7.201 km². Utena apskritis havde hovedsæde i byen Utena, der også var den største by.
Apskritys som administrative enheder blev nedlagt ved en reform 1. juli 2010, siden da har Utena apskritis været en territorial og statistisk enhed.